# Łowczy
Łowczy – we wczesnośredniowiecznej Polsce urzędnik królewski zajmujący się organizacją łowów monarchy.
Urząd ten utrzymał się po przemianach ustrojowych (monarchia stanowa, później demokracja szlachecka) i stał się dożywotnim i honorowym, a więc nie pociągającym za sobą żadnych obowiązków. W I Rzeczypospolitej wykształciły się dwa urzędy dworskie: łowczy wielki koronny i łowczy wielki litewski. W hierarchii urzędów ziemskich inny urząd łowczego był niższym urzędem ziemskim.
Także oficjalista w większych majątkach ziemskich oraz funkcja w klubach, związkach i kołach łowieckich.

## Tytuły odojcowskie i odmężowskie
Dzieciom łowczego przysługiwały tytuły odojcowskie. Dla synów był to łowczyc, a dla córek łowczanka. Żony łowczego miały prawo do tytułu odmężowskiego łowczyna.